# Lilium medeoloides

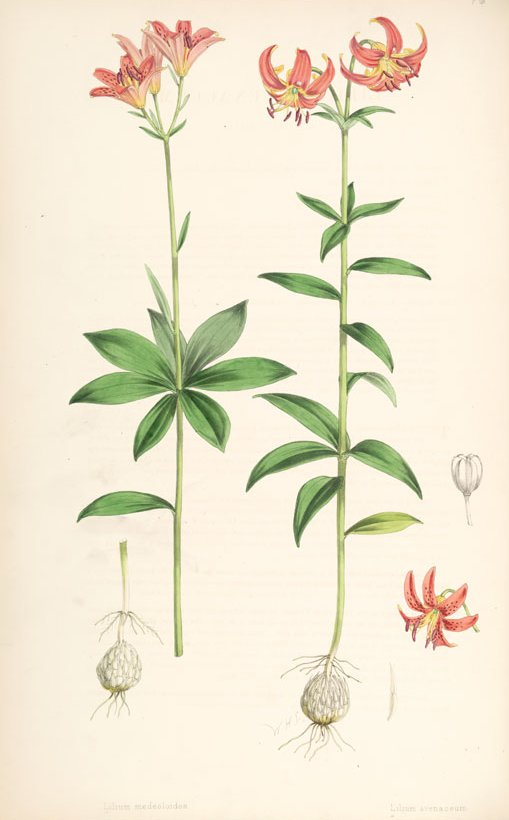
Lilium medeoloides Illustration

Lilium medeoloides ist eine Art aus der Gattung der Lilien (Lilium) in der Sektion Martagon innerhalb der Familie der Liliengewächse (Liliaceae).

## Beschreibung
Die annähernd runde Zwiebel hat einen Durchmesser von 2 bis 2,5 Zentimeter und setzt sich zusammen aus weißen, länglich-lanzettlichen, lockeren Schuppen, die 1 bis 2 Zentimeter lang und 3 bis 4 Millimeter breit sind. Der glatte, selten schwach papillöse Stängel ist 30 bis 75 (selten bis 100) Zentimeter lang, an ihm stehen die Blätter in Wirteln aus sieben bis zwölf (selten bis zwanzig) Stück, zusätzlich finden sich wenige Einzelblätter über den Stängel verteilt. Die unbehaarten, am Rand schwach rauen Blätter sind länglich-lanzettlich bis umgekehrt-lanzettlich, laufen zum Ende hin spitz zu und sind 5 bis 12 (selten bis 17) Zentimeter lang und 1,5 bis 4 Zentimeter breit.
Blütezeit ist von Juli bis August. Der Blütenstand ist entweder eine Einzelblüte oder eine aus zwei bis vier (selten bis zehn) nickenden, nicht duftenden Blüten bestehende Dolde oder Traube. Die lanzettlichen, dicken Blütenhüllblätter sind stark zurückgebogen, apricotfarben bis hellrot mit schwarzen Punkten, nur an der Spitze papillös, 3,5 bis 4 (3 bis 4,5) Zentimeter lang und 5 bis 10 Millimeter breit. Die Staubblätter sind kürzer als die Blütenhüllblätter, die Staubfäden unbehaart, die Staubbeutel rund 1 Zentimeter lang. Der Fruchtknoten ist rund 1 Zentimeter lang, der Griffel ist gelegentlich zur Spitze hin verdickt. Die Kapsel ist umgekehrt eiförmig, dreifächrig und 1,5 bis 2 Zentimeter lang.
Die Chromosomenzahl beträgt 2n = 24.

## Verbreitung
Lilium medeoloides ist beheimatet in der Volksrepublik China (Zhejiang), Japan, Korea (Jeju-do) und Russland (Kamtschatka, Kurilen, Sachalin) und schätzt halbschattige, frische Standorte. Sie wächst in Wäldern auf feuchten Abhängen, zwischen Sträuchern, nahe Flüssen und zwischen hohen Gräsern auf subalpinen Wiesen auf feuchten und humusreichen Kalk- und Silikatböden. Von Beständen auf Wiesen und in Wäldern ausgehend findet sich die Art gelegentlich auch in benachbarter Felsvegetation.

## Systematik und Botanische Geschichte
Lilium medeoloides gehört innerhalb der Lilien zur Sektion Martagon. Sie ist eng verwandt mit Lilium tsingtauense und Lilium debile, letztere wurde häufig als synonym mit Lilium medeoloides behandelt. Synonyme sind Lilium avenaceum Fisch. ex Regel und Lilium sado-insulare Masam. & Satomi.
Die Art wurde 1853 auf Hokkaidō (Japan) durch Charles Wright entdeckt und 1859 durch Asa Gray in Memoirs of the American Academy of Arts and Sciences Serie 2, Band 6 Teil 2, Seite 415 erstbeschrieben. Der Holotyp befindet sich im Gray Herbarium der Harvard University. In Japan war Lilium medeoloides bereits seit Jahrhunderten eine beliebte Gartenpflanze, erst ab 1864 jedoch wurde sie auch im Westen kultiviert.